# Сельское поселение Анхимовское
Сельское поселение Анхимовское — сельское поселение в составе Вытегорского района Вологодской области.
Центр — посёлок Белоусово, расположенный в 9 км от районного центра на берегу Волго-Балтийского канала.

## География
Расположено в западной части района. Граничит:
- на западе с Коштугским, Мегорским и Казаковским сельскими поселениями,
- на севере с городским поселением Вытегра и Андомским сельским поселением,
- на востоке с Девятинским и Алмозерским сельскими поселениями,
- на юго-востоке с Шольским сельским поселением Белозерского района,
- на юге с Вепсским национальным сельским поселеним Бабаевского района.

По территории сельского поселения проходит автодорога А119. На территории располагаются Вытегорское и Белоусовское водохранилища, множество озёр (Кудомозеро, Тагажмозеро, Гавдозеро, Надречозеро, Ежозеро, Лемозеро, Большое Шимозеро, Сапозеро, Качозеро, Лухтозеро и др.), протекают реки Вытегра, Нагажма, Тагажма (на ней расположен природный водопад-падун), Кудома, Бучнуха, Лема, Чекручей, Шомрека, Кимрека. В деревне Анхимово находится памятник культурного наследия — усыпальница Лопарёва.

## История
За время существования Анхимовского сельсовета его состав неоднократно расширялся: в его состав вошли Сперовский, Ежезерский и в 1986 году Ундозерский сельсоветы. В 1970 году центр сельсовета был перенесён из деревни Анхимово в посёлок Белоусово.
В 1999 году был утверждён список населённых пунктов Вологодской области. В состав Анхимовского сельсовета входили 28 населённых пунктов.
22 мая 2001 года были упразднены деревни Дундуково, Сельга и Ясково.
1 января 2006 года в соответствии с Федеральным законом № 131 «Об общих принципах организации местного самоуправления в Российской Федерации» Анхимовский сельсовет был преобразован в сельское поселение Анхимовское.

## Экономика
На территории сельского поселения работают Вытегорский лесхоз, Белоусовская средняя школа, Сперовская начальная школа, медпункты, 2 клуба, 3 библиотеки, 2 отделения связи, Дом культуры, магазины, столовые.

## Населённые пункты
В состав сельского поселения входят 25 населённых пунктов, в том числе
1 посёлок,
24 деревни, из которых 14 жилые.
| Населённый пункт           | ОКАТО          | Рег. номер | Расстояние до районного центра, км | Расстояние до центра поселения, км | Индекс | Координаты                      |
| -------------------------- | -------------- | ---------- | ---------------------------------- | ---------------------------------- | ------ | ------------------------------- |
| деревня Анхимово           | 19 222 816 002 | 2899       | 7                                  | 1                                  | 162930 | 60°57′06″ с. ш. 36°31′04″ в. д. |
| деревня Бараново           | 19 222 816 003 | 2900       | 62                                 | 52                                 | 162930 | 60°37′19″ с. ш. 36°20′27″ в. д. |
| посёлок Белоусово          | 19 222 816 001 | 2898       | 10                                 | 0                                  | 162930 | 60°57′22″ с. ш. 36°32′56″ в. д. |
| деревня Ближняя Карданка   | 19 222 816 004 | 2901       | 17                                 | 7                                  | 162930 | 60°55′17″ с. ш. 36°35′07″ в. д. |
| деревня Борисово           | 19 222 816 005 | 2902       | 61                                 | 51                                 | 162930 |                                 |
| деревня Боярское           | 19 222 816 006 | 2903       | 16                                 | 6                                  | 162930 | 60°55′11″ с. ш. 36°32′15″ в. д. |
| деревня Верхняя Кудома     | 19 222 816 007 | 2904       | 20                                 | 10                                 | 162930 | 60°55′35″ с. ш. 36°26′52″ в. д. |
| деревня Ежезерский Погост  | 19 222 816 009 | 2906       | 45                                 | 35                                 | 162930 | 60°42′21″ с. ш. 36°18′31″ в. д. |
| деревня Житное             | 19 222 816 010 | 2907       | 22                                 | 12                                 | 162930 | 60°54′42″ с. ш. 36°30′43″ в. д. |
| деревня Замошье            | 19 222 816 011 | 2908       | 64                                 | 54                                 | 162930 | 60°38′24″ с. ш. 36°22′55″ в. д. |
| деревня Захарьино          | 19 222 816 012 | 2909       | 16                                 | 6                                  | 162931 | 60°55′29″ с. ш. 36°32′00″ в. д. |
| деревня Лема               | 19 222 816 013 | 2910       | 35                                 | 25                                 | 162930 | 60°47′17″ с. ш. 36°22′10″ в. д. |
| деревня Митино             | 19 222 816 014 | 2911       | 64                                 | 54                                 | 162930 |                                 |
| деревня Мошниковская       | 19 222 816 015 | 2912       | 63                                 | 53                                 | 162930 | 60°35′25″ с. ш. 36°20′44″ в. д. |
| деревня Нижняя Кудома      | 19 222 816 016 | 2913       | 19                                 | 9                                  | 162930 | 60°55′54″ с. ш. 36°27′53″ в. д. |
| деревня Никольская Гора    | 19 222 816 017 | 2914       | 12                                 | 2                                  | 162930 | 60°57′11″ с. ш. 36°34′52″ в. д. |
| деревня Озерки             | 19 222 816 018 | 2915       | 13                                 | 3                                  | 162930 | 60°57′32″ с. ш. 36°36′20″ в. д. |
| деревня Патрово            | 19 222 816 019 | 2916       | 20                                 | 10                                 | 162930 | 60°54′46″ с. ш. 36°31′49″ в. д. |
| деревня Рахкова Гора       | 19 222 816 020 | 2917       | 19                                 | 9                                  | 162930 | 60°55′46″ с. ш. 36°28′07″ в. д. |
| деревня Сперово            | 19 222 816 022 | 2919       | 17                                 | 7                                  | 162930 | 60°54′30″ с. ш. 36°33′18″ в. д. |
| деревня Стансельга         | 19 222 816 023 | 2920       | 50                                 | 40                                 | 162930 | 60°41′11″ с. ш. 36°19′01″ в. д. |
| деревня Ундозерский Погост | 19 222 816 024 | 2921       | 60                                 | 50                                 | 162930 | 60°36′48″ с. ш. 36°21′16″ в. д. |
| деревня Федоровская        | 19 222 816 025 | 2922       | 65                                 | 55                                 | 162930 | 60°37′24″ с. ш. 36°24′53″ в. д. |
| деревня Шестово            | 19 222 816 026 | 2923       | 2                                  | 8                                  | 162930 | 60°59′27″ с. ш. 36°27′39″ в. д. |
| деревня Щетинино           | 19 222 816 027 | 2924       | 3                                  | 7                                  | 162930 |                                 |

Упразднённые населёные пункты:
| Населённый пункт  | ОКАТО          | Рег. номер | Расстояние до районного центра, км | Расстояние до центра поселения, км | Индекс | Координаты                      | Комментарий           |
| ----------------- | -------------- | ---------- | ---------------------------------- | ---------------------------------- | ------ | ------------------------------- | --------------------- |
| деревня Дундуково | 19 222 816 008 | 2905       | 47                                 | 37                                 | 162930 | 60°42′31″ с. ш. 36°16′55″ в. д. | Упразднена 22.05.2001 |
| деревня Сельга    | 19 222 816 021 | 2918       | 48                                 | 38                                 | 162930 |                                 | Упразднена 22.05.2001 |
| деревня Ясково    | 19 222 816 028 | 2925       | 63                                 | 53                                 | 162930 |                                 | Упразднена 22.05.2001 |

## Местное самоуправление
Главы сельского поселения
- Люсков Сергей Анатольевич
- с 05.06.2016 года - Селина Ольга Александровна[5]